# متى بن يونس
أبو بشر، متى بن يونس القنائي، مترجم وفيلسوف نسطوري نصراني عاش في بغداد في زمن الخليفة الراضي بالله، وهو من أهل دير قنا الذي يبعد 94 كيلًا عن بغداد. تلقّى علومه في مدرسة «قار ماري» على أيدي أساتذة عدة منهم الراهبان: روبيل وبنيامين، وقرأ المنطق على يد أبي إسحاق إبراهيم القويري المنطقي. انتهت إليه رئاسة المنطق في عصره، وتخرج على يديه يحيى بن عدي الفيلسوف المنطقي التكريتي -نزيل بغداد- الذي أخذ مكانه في رئاسة المنطق بعد وفاته، كذلك درس المنطق على يديه أبو نصر محمد الفارابي. أجاد متى كُلًّا من اللغة اليونانية والسريانية والعربية، ونقل الكثير من تصانيف أرسطو، وفرفريوس، وثامسطيوس، والإسكندر الأفروديسي. وشرحها، وعلى شروحه يعوّل الناس في القراءة. وترجم لإسحاق بن حنين كتابه البرهان من السريانية إلى العربية. كما ألف متى كتابًا أسماه المقاييس الشرطية. قال ابن خلكان في الكلام عن الفارابي: كان حسن العبارة في تأليفه، لطيف الإشارة. وكان يستعمل في تصانيفه البسط والتذييل، حتى قال بعض علماء هذا الفن: «ما أرى أبا نصر الفارابي أخذ طريق تفهيم المعاني الجزلة بالألفاظ السهلة إلا من أبي بشر». وكان أبو نصر يحضر حلقته في غمار تلامذته. له مع أبي سعيد السيرافي مناظرة مشهورة حول المنطق والنحو، أوردها أبو حيان التوحيدي في كتابيه: المقايسات، والإمتاع والمؤانسة.

## حياته وإسهاماته
كان  أبو بشر معروفًا بعمله في ترجمة شروحات أرسطو واليونان والتي تم ترجمة معظمها من السريانية إلى العربية. بعد ذلك لعب دورًا هامًا في جلب أعمال أرسطو إلى العالم الإسلامي. عُرف أبو بشر بمؤسس مدرسة بغداد الفلسفية. في بداية حياته، تدرّب في دير  قنّا القريب من بغداد والذي كان يعمل على تزويد حكومة الخلافة العباسية بمسؤولين رفيعي المستوى، وكان الفارابي ويحي بن عدي من تلاميذه عندما درّس في بغداد. تلقى ثقافته الفلسفية في بغداد من ثلاثة علماء مسلمين ومن راهبين نسطوريين.